# Псайла, Яна Владиславовна
Я́на Владисла́вовна Пса́йла (в девичестве Кирие́нко, род. 8 мая 1979 года, Томск, Томская область, РСФСР, СССР). Русская и мальтийская поэтесса, лингвист, переводчик. Член Академии мальтийского языка. Член Союза поэтов Мальты. Почетный доктор наук.

## Биография
Яна Владиславовна родилась 8 мая 1979 года в Томске в семье сотрудников Томского политехнического института и Томского государственного университета. Отец, Кириенко Владислав Евгеньевич, — исследователь операций; мать, Кириенко Ольга Николаевна, — филолог. Первое стихотворение Яна написала в пятилетнем возрасте, а в 1991 году появилась её первая официальная публикация.
С подросткового возраста она регулярно занималась шейпингом, что стало увлечением на многие годы и отмечено дипломами конкурсов Томской областной федерации шейпинга в 1996 и 1997 годах.
Окончила Томский государственный университет, специалитет факультета иностранных языков. Лингвист, преподаватель по специальности «Теория и методика преподавания иностранных языков и культур».

### Мальтийский период
С 2004 года живёт и работает в Республике Мальта. Замужем. Муж — Жан Поль Псайла, мальтийский фотохудожник, работающий в жанре пейзажа.
Имеет сертификаты MATSEC 0-level и MATSEC A-level по мальтийскому языку. В 2010 году Квалификационный Совет Мальты подтвердил ей уровень квалификации по степени магистра лингвистики.
В 2013 году Яну Псайла приняли в Союз поэтов Мальты.
С 2014 года является членом Общества мальтийского языка университета Мальты.
В 2015 году она избрана членом Академии мальтийского языка.

#### Собственное поэтическое творчество на мальтийском языке
В первые годы проживания на Мальте Яна писала стихи на английском языке. С освоением, в 2006—2007 гг. перешла на мальтийский. Её лирические стихотворения публикуются в различных мальтийских периодических изданиях и альманахах. В 2013 году вышел сборник стихотворений Яны Псайла на мальтийском языке под названием «L-IMĦABBA TAL-ISTILLA POLARI» («Любовь полярной звезды»), изданный на средства автора и сразу обративший на себя внимание литературных критиков. Поэтессу стали приглашать для выступлений на различных мероприятиях, праздниках городов, в том числе, Слимы, Флорианы и других. Ряд стихотворений вошел в сценический репертуар артистов театра ежегодно проводимого фестиваля искусств — Malta Arts Festival.
В начале 2019 года под эгидой Министерства образования и занятости Республики Мальта вышла антология мальтийской поэзии «Il-Poezija Maltija», рекомендованная в качестве учебной литературы для подготовки студентов колледжей к выпускному экзамену по мальтийскому языку. В неё включены избранные произведения мальтийских поэтов, в том числе, два стихотворения Яны Псайла: «Int kollox ghalija» («Ты моё всё») и «Min inti?» («Кто ты?»).

#### Переводы поэзии
В 2014 году Яна Псайла была приглашена основателем и директором Музея Владимира Высоцкого в Польше Марленой Зимной к участию в широкомасштабном международном поэтическом проекте по переводу произведений В. С. Высоцкого на языки народов мира. Более шестидесяти ученых, поэтов, деятелей культуры разных стран выполнили переводы текстов барда, в том числе, Яна Псайла, которая перевела ряд стихотворений на мальтийский язык. Эти переводы вошли в две книги Марлены Зимны: «Vladimir Vysotsky in New Translations: International poetic project» и «Vladimir Vysotsky in various languages: International poetic project». Кроме того, стихотворения, переведенные Яной Псайла на этапах проекта и за его рамками, вышли в 2015 году отдельной книгой, выпущенной в Израиле, под названием «FIL-BAĦAR TAD-DMUGĦ» («В море слёз»). По 2018 год Я. В. Псайла переведено на мальтийский язык 36 произведений В. С. Высоцкого.
Как член Академии мальтийского языка Яна Псайла входит в состав авторов, собственные произведения и переводы которых публикуются в академическом альманахе «Il-Malti». Ряд книжных изданий Яны Псайла хранится в библиотеке академии.
В период с 2014 по 2020 годы Яной Владиславовной переведены на мальтийский язык произведения русских поэтов XIX и XX веков, включая В. А. Жуковского («Море», «Любовь»), А. С. Пушкина («Желание», «Буря»), М. Ю. Лермонтова («Звезда», «Парус»), П. А. Вяземского («Смирение», «Друзьям»), Ф. И. Тютчева («Silentium!», «Я встретил Вас — и всё былое …»), А. А. Фета («Вчера, увенчана душистыми цветами …», «Дано тебе и мне …»), А. А. Блока («Она молода и прекрасна была …», «Одной, тебе одной …»), С. А. Есенина («Весенний вечер», «Не жалею, не зову, не плачу …»), Игоря Северянина («Оттого и люблю», «Сонет»), Андрея Белого («Солнце», «Звезда»), Н. С. Гумилёва («Две розы», «Ты говорил слова пустые»), Б. Л. Пастернака («Любить иных — тяжелый крест …», «Так любить …»), Е. А. Евтушенко («Ты большая в любви …», «Боюсь не справиться с лицом»), Б. А. Ахмадулиной («Дождь в лицо и ключицы», «Так, значит, как вы делаете, други?»), Н. Н. Матвеевой («Совершенство», «Поэт»), Н. М. Рубцова («Я тебя целовал», «На озере»), И. И. Кашежевой («Какое-то странное чувство», «Старики понимают детей»). Выполнены переводы текстов популярных песен времён Второй мировой войны, той её части, которая в России именуется Великой Отечественной войной 1941—1945 гг. «Соловьи», «В землянке» и послевоенных, посвященных этому времени: «Хотят ли русские войны», «Братские могилы» и др. Перевод на мальтийский язык песни «В землянке» аутентичен оригиналу по тексту, рифме, ритму и мелодии, что демонстрирует исполнение песни мальтийским оперным певцом, баритоном Джозефом Лией (Joseph Lia) на русском и мальтийском языках.
В 2019 году Яна Владиславовна была приглашена к участию в проекте Издательского дома «Звязда» Республики Беларусь, посвященном белорусскому первопечатнику и просветителю Франциску Скорине. Она осуществила перевод текста предисловия Франциска Скорины к книге «Юдифь» на мальтийский язык для планируемого в 2020 году очередного издания книги «Франциск Скорина на языках народов мира».
К юбилейной дате национального поэта Мальты Дона Карма (Dun Karm Psaila) в 2019—2020 гг. осуществлен международный проект Национального совета книги Мальты. Он предполагал перевод поэзии Дона Карма на английский, итальянский, арабский и русский языки. Яна Владиславовна выполнила перевод 40 произведений поэта с мальтийского языка на русский. В их число вошли следующие оригиналы: «L-Arloġġ», «Il-Wegħda», «Id-Dar», «Il-Qalb tal-Bniedem», «Il-Għira», «Omm», «Ħerba», «Il-Jien u lil hinn Minnu», «Ħajr u Talb», «Il-Għodwa», «Lid-Dielja», «It-Tifla tar-Raba’», «L-Ewwel Xita», «Lil Malta», «Paċi u Gwerra», «Lil Marija Immakulata», «Illum», «Warda li Tgħid Ġrajjietha», «Quddiem Xbieha tal-Madonna», «Waħdi», «Żjara lil Ġesù», «Nofs il-Lejl Sajfi», «Kewkbet is-Safar», «Il-Għanja tal-Imħabba», «U Jiena Fraħt …», «Int Ma Tarġax», «Lampa Ċkejkna», «Alla», «L-Għid il-Kbir», «Innu lill-Madonna», «Alla Mhux Hekk», «L-Id tal-Imgħallem», «Missjunarju», «L-Għanja Moħbija», «Lill-Poeżija Tiegħi», «Trid Taf?», «Il-Kelma», «Dell u Dija», «Ward», «Lill-Muża».

#### Переводы прозы
В 2016 и 2018 годах российским издательством «Художественная литература» выпущены две книги Тревора Зары (Trevor Zahra) в переводе Яны Псайла.
В июне 2016 года ТАСС объявило о выходе в свет первой книги мальтийского писателя в России. Этой книгой стал роман «ТАЙНАЯ ЖИЗНЬ БАБУШКИ ЖЕНОВЕФФЫ» («Il Ħajja Sigrieta tan-Nanna Ġenoveffa»), удостоенный Национальной литературной премии Мальты (National Book Prize) в 2008 году. Роман нашёл и в России своих читателей и критиков.
Следующая книга — «ВЫЗОВЫ»(«Sfidi») — издана в России осенью 2018 года. На Мальте она получила литературную премию 2005 года в категории «Лучшая книга для подростков».

Яна Псайла обращается и к переводу произведений мальтийских писателей в жанре рассказа. Свой выбор писателей и их рассказов она аргументирует так:
Рассказы очень разные … Их авторы — мужчины и женщины — люди различных поколений, отличаются интересами и профессиями, положением в обществе. По замыслу, такой подход при выборе мною произведений для перевода может позволить российскому читателю составить определённое представление о жизни мальтийцев в достаточно широком спектре её проявлений, что называется, объёмно.
Уже вышли на русском языке прозаические произведения Джо Фриджиери (Joe Friggieri), Тревора Зары (Trevor Zahra), Риты Салибы (Rita Saliba), Аманды Бузуттил (Amanda Busuttil), Виктора Фенека (Victor Fenech), Оливера Фриджиери (Oliver Friggieri), Эммануэля Мифсуда (Immanuel Mifsud).

#### Проекты и исследования
В 2014 году свет увидели первые в мире «РУССКО-МАЛЬТИЙСКИЙ СЛОВАРЬ-РАЗГОВОРНИК» и «FRAŻARJU MALTI-RUSSU» (мальтийско-русский разговорник). Яна Владиславовна не только создала их, но и осуществила издание книг полностью на свои средства. На вопрос корреспондента газеты Томского государственного университета Alma Mater — Как ей пришла идея выпустить такие разговорники? — она отвечает:
Когда я поняла, что накопила достаточно знаний в мальтийском, мне захотелось ими поделиться с людьми, которые, также как и я, интересуются этим красивым языком. Я встала перед выбором — что именно написать: словарь, учебник или разговорник. Решила сделать анализ контента интернет-ресурсов, посвященных ответам на вопросы о Мальте для интересующихся из России. Так вот, люди, в основном, спрашивают о русско-мальтийском разговорнике. Это и определило мой выбор.
На презентации разговорников в Мальтийском университете свое мнение о них высказал экс- Чрезвычайный и Полномочный Посол Республики Мальта в СССР Морис Джозеф Лубрано (Maurice Lubrano). Он отметил:
Развивающиеся отношения между народами Мальты и России являются частью прогресса в социальной, культурной и экономической сферах обеих стран. Число мальтийцев, желающих общаться с русскими друзьями на их родном языке здесь, на Мальте, или во время поездки в русскоязычные страны, также увеличивается. Когда Яна Псайла показала мне свою изящную работу — мальтийско-русский разговорник, я полностью согласился с методическим подходом, которому она следовала в этой работе.
Актуальность создания разговорников отмечалась и в ходе Международной интернет-конференции «Русский язык в диалоге культур», проходившей в июне 2014 года, где Я. В. Псайла выступила с докладом от Российского центра науки и культуры на Мальте.
С июня 2017 года Яна Владиславовна ведет свою рубрику «Тайны мальтийского языка» в русскоязычном журнале «Мальтийский вестник». Под этой рубрикой размещаются фрагменты русско-мальтийского разговорника и стихотворения русских поэтов в оригинале и переводе на мальтийский язык. Следующий, связанный с работой над материалами рубрики замысел автора состоит в том, чтобы предоставить русскоязычному читателю возможность услышать звучание стихов на языках оригинала и перевода. Для этого она открыла свой канал на YouTube, где размещает видеоматериалы с декламацией стихотворений на обоих языках. С марта 2019 года Я. В. Псайла начинает вести в журнале «Мальтийский вестник» ещё одну рубрику — «Мальтийская литература», в рамках которой публикуются её переводы рассказов мальтийских писателей.

Накопленный за много лет корпус переводов стихотворений русских поэтов стал основой сборника поэтических произведений. Книга Я. В. Псайла «ANTOLOĠIJA TAL-POEŻIJA RUSSA» («Антология русской поэзии») вышла на Мальте в июне 2020 года. Со вступительными словами к мальтийским читателям в предисловии книги обратились Чрезвычайный и Полномочный Посол Российской Федерации в Республике Мальта В. А. Малыгин, подчеркнувший, что:

Поэтический сборник, который я с удовольствием представляю мальтийским читателям, включает в себя 30 произведений 15 величайших русских авторов. … Все они являются русскими классическими поэтами, и их шедевры являются частью кода русской культуры. 

и мальтийский писатель Тревор Зара, сказавший следующее:
Когда я начал читать переведённые Яной Псайла стихи, вместе с биографиями поэтов, то моё сердце словно сжалось, так как за исключением Пушкина и Пастернака, я ничего, можно сказать, не знал о других поэтах, которых она перевела. Нам повезло, что у нас есть такая уникальная переводчица, родившаяся и выросшая в русской культуре, но полностью впитавшая в себя мальтийскую, и в совершенстве владеющая нашим языком. Это поистине идеальная ситуация.
Один из первых отзывов о прочитанной книге написан Тарчизио Зарбом (Tarcisio Zarb), преподавателем по профессии. В нём есть следующие строки:
… Я предлагаю, чтобы эти стихи, которые теперь переведены на наш родной язык, были изучены мальтийским народом, особенно студентами. Таким образом будет укреплено убеждение в том, насколько поэзия не знает границ, так как чувства, эмоции и познания принадлежат человеку независимо от того, в какой стране он живёт.
Реализацию проектов Яна Владиславовна сопровождает исследованиями. Изучение мальтийского языка привело её к разработке методики запоминания форм глагола в мальтийском языке. Материалы с описанием методики помещены в образовательном журнале Союза учителей Мальты «Sagħtar» в 2014 году. Участие в международном поэтическом проекте Музея Владимира Высоцкого в Кошалине по переводу произведений поэта на языки народов мира способствовало проведению анализа восприятия поэзии Высоцкого мальтийской аудиторией. Опыт перевода нескольких десятков текстов на мальтийский язык с учётом мнений коллег по высоцковедению, работавших с иными языками, отражен в ряде статей, опубликованных в российских научных журналах.

#### Медиа
В 2006—2008 годах Яна Псайла снималась в одной из ролей второго плана в мальтийской теледраме «Gizelle» («Жизель»). В октябре 2014 года она стала гостем «Встреч с автором», которые проводятся мальтийским филантропическим обществом «Талант Мосты» («L-GĦAQDA FILANTROPIKA TALENT MOSTI») с деятелями искусства. Государственные и частные каналы телевидения и радио Мальты, печатные и интернет-издания берут у неё интервью и приглашают на передачи, посвященные культуре, языку, поэзии, прозе, упоминают в литературных обзорах. Обращаются и русскоязычные издания на Мальте.

Яна Владиславовна встречается и выступает перед учениками школ, колледжей и университета Мальты по соответствующей тематике. Делегация Государственного Лермонтовского музея-заповедника так описывает свое пребывание на Мальте:
По своему уникальным был вечер «Круг музыкальных интересов М. Ю. Лермонтова», который прошел в Мальтийской музыкальной школе. Мальтийцы исполняли романсы на стихи нашего поэта на русском языке! А русско-мальтийская поэтесса и филолог Яна Псайла перевела два стихотворения Лермонтова на мальтийский язык — это первый подобный опыт в стране.
Авторский вечер Я. В. Псайла, посвященный юбилейной дате В. С. Высоцкого, прошел в Российском центре науки и культуры на Мальте в феврале 2018 года. На вечере присутствовали деятели культуры и искусства Мальты, члены Академии мальтийского языка и Союза поэтов, учащиеся образовательных учреждений, слушатели курсов русского языка. Один из основных итогов состоит в том, что у зрителей возникло желание больше узнать о творчестве поэта, было высказано пожелание ведущему продолжить перевод произведений Высоцкого на мальтийский язык.

## Оценка результатов деятельности
- В июне 2014 года в Российском центре науки и культуры на Мальте Яне Владиславовне Псайла вручен Диплом Россотрудничества за создание первых русско-мальтийского и мальтийско-русского словарей-разговорников — книг «РУССКО-МАЛЬТИЙСКИЙ СЛОВАРЬ-РАЗГОВОРНИК» и «FRAŻARJU MALTI-RUSSU».
- В ноябре 2016 года во Дворце президента состоялось торжественное собрание членов Академии мальтийского языка с участием Президента Республики Мальта Мари-Луиз Колейро Прека. На этом собрании произошла передача книг для библиотеки президента. В число этих книг вошли издания Яны Псайла: «РУССКО-МАЛЬТИЙСКИЙ СЛОВАРЬ-РАЗГОВОРНИК», «FRAŻARJU MALTI-RUSSU», сборник авторских стихотворений на мальтийском языке «L-IMĦABBA TAL-ISTILLA POLARI» и первая книга мальтийского писателя, переведенная на русский язык — «ТАЙНАЯ ЖИЗНЬ БАБУШКИ ЖЕНОВЕФФЫ»[73].
- В августе 2017 года Представительство Еврокомиссии на Мальте особо отметило Яну Псайла в числе нескольких переводчиков, обращая внимание на то, что перевод служит инструментом социальной интеграции общества[74].
- В январе 2019 года на презентации издания в России книги мальтийского писателя Тревора Зары «ВЫЗОВЫ» в переводе Я. В. Псайла во Дворце «Сан Антон», в выступлениях Президента Республики Мальта Мари-Луиз Колейро Прека и Чрезвычайного и Полномочного Посла РФ в Республике Мальта В. А. Малыгина констатировалось активное развитие культурных связей в области литературы, заметно возросший взаимный обмен произведениями поэзии и прозы между Россией и Мальтой во втором десятилетии XXI века[75][76].
- В марте 2019 года вышла антология мальтийской поэзии «Il-Poezija Maltija», рекомендованная Министерства образования и занятости Республики Мальта в качестве учебной литературы для подготовки студентов колледжей к выпускному экзамену по мальтийскому языку. В неё включены два стихотворения Яны Псайла.
- В июне 2020 года Я. В. Псайла получила Диплом победителя X Международного Пушкинского конкурса «Что в имени тебе моём?..» (номинация «Пушкин в моей жизни»)[77], организатором которого является Государственный институт русского языка им. А. С. Пушкина (г. Москва).
- В апреле 2021 года на сайте Министерства иностранных дел Российской Федерации опубликована информация о награждении соотечественников в 2020 году[78]. Я. В. Псайла награждена Грамотой Правительственной комиссии по делам соотечественников за рубежом «За вклад в сохранение и распространение русского языка, русской истории и культуры, традиций народов России, а также продвижение позитивного образа России».
- В апреле 2024 года Международная ассоциация ученых, преподавателей и специалистов (Российская Академия Естествознания)[79] присвоила Я. В. Псайла степень Почетного доктора наук по совокупности результатов теоретической и практической деятельности в сфере транслатологии.